# 先天性肺部呼吸道畸形
先天性肺部呼吸道畸形（congenital pulmonary airway malformation，CPAM），舊稱先天性囊腫性腺瘤樣畸形（congenital cystic adenomatoid malformation，CCAM）是一種和游離肺相似的先天性肺部疾病，患者整個肺葉被沒有功能的囊腫組織取代，這些組織未來也沒有發育為正常肺組織的可能性。CPAM發生的原因不明，大約每3萬名胎兒會有1人發生。
在多數的案例中，患有CPAM的胎兒預後良好。但在很罕見的情況下，囊腫組織長得太大，導致周圍的肺臟發育受限，並壓迫到心臟；在這種情況下，CPAM可能是致命的。CPAM可以根據其病理學特徵分為五種類型：第一型CPAM擁有大型囊腫，是最為常見且預後較佳的類型；第二型CPAM則有中型囊腫，由於經常和其他明顯的先天異常一起出現，預後通常較差；其他型CPAM則相當罕見。